# هيبوتيرن
هيبوتيرن (بالفرنسية: Hébuterne)‏ هي بلدية تقع في إقليم باد كاليه من منطقة نور با دو كاليه في شمال فرنسا. تبلغ مساحة هذه المدينة 11.04 (كم²)، وترتفع عن سطح البحر 144 م، يبلغ عدد سكانها 465 نسمة حسب إحصاء المعهد الوطني للإحصاء والدراسات الاقتصادية سنة 2009 م. وترأس Jean-Luc Tabary البلدية خلال فترة (2008-2014).